# NGC 6633
NGC 6633 is een open sterrenhoop in het sterrenbeeld Slangendrager. Het hemelobject werd in 1745 ontdekt door de Zwitserse astronoom Jean-Philippe de Chéseaux.

## Synoniemen
- OCL 90